# 刻印时间之歌／TORCH
《刻印时间之歌／TORCH》（時を刻む唄/TORCH），日本女性唱作歌手Lia的第8张单曲。2008年11月14日发售。

## 解説
- 2008年11月14日由Key Sounds Label发行，商品番号KSLA-0044。
- 2008年10月电视动画《CLANNAD 〜AFTER STORY〜》之片头曲及同片片尾曲《TORCH》收录。除了完整版外，同时收录了TV Size版及纯音乐演奏版本。
- 《刻印时间之歌》这首歌，其曲取自原作的一首背景音乐。
- 2008年11月14日发行当天的Oricon公信榜上。紧跟第1位的DREAMS COME TRUE及第2位的SPEED获得初登場第3位的記録[2][3]。此记录同时刷新了CLANNAD系列作品相关CD及Lia个人单曲在Oricon公信榜上的最高排名记录。
- Lia曾與fhána在Animelo Summer Live 2016 刻-TOKI-中合作演唱本曲。

## 收录曲
1. 歌：Lia 作詞、作曲：麻枝准 編曲：ANANT-GARDE EYES
2. TORCH
歌：Lia 作詞：魁 作曲：折户伸治 編曲：福士健太郎
3. -TV animation Ver.-
4. TORCH -TV animation Ver.-
5. -off vocal ver.-
6. TORCH -off vocal ver.-